# Wenn die Soldaten
Wenn die Soldaten — німецька народна пісня про військову службу.

## Історія

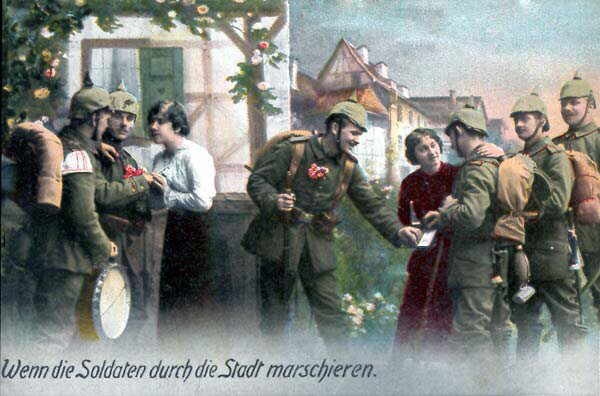
Листівка з фронту з текстом пісні «Wenn die Soldaten».1916 рік

Імена авторів пісні не збереглися. Однак історія самої пісні простежується з середини XIX ст. На 1880 рік вона вже була широко знаною, в тому числі в південнонімецьких землях.
На початок XX ст. пісня «Wenn die Soldaten» була всенародно відома. Збереглася німецька листівка часів Першої світової війни, відправлена з фронту в 1916 році. Листівка так і називається «Wenn die Soldaten durch die Stadt marschieren». На звороті був надрукований текст пісні з приписом солдата про те, що на фронті йому зустрічається не дуже багато дівчат…
У 1931 році в Німеччині вийшов кінофільм «Wenn die Soldaten…». У період існування Третього рейху ця пісня, як і багато інших воєнних пісень, неодноразово переспівувалася різними виконавцями. Проте текст пісні не містить нічого нацистського й мало відрізняється від аналогічних пісень іншими мовами.

## Сюжет пісні
Через місто проходить військова частина, що привертає увагу місцевих дівчат. А чому? Немає нічого дивного, бо солдати гарні і йдуть під марш. Задля солдатів дівчата готові на все: і обійняти, і пригостити. Коли ж буде бій, дівчата будуть плакати та жаліти своїх друзів-вояків. Пройде дуже багато часу, і коли, нарешті, повернуться солдати, усі їхні подружки-дівчата будуть уже одружені.

## Текст пісні
| Wenn die Soldaten |  | Wenn die Soldaten дослівний переклад                                                                                      |
| --- |  | --- |
| Wenn die Soldaten durch die Stadt marschieren, Öffnen die Mädchen die Fenster und die Türen.                                                    |  | Коли солдати Марширують містом, Дівчата відкривають вікна й двері.                                                        |
| Refrain: |  | Приспів: |
| Ei warum? Ei darum! Ei warum? Ei darum! Ei bloß wegen dem Schingderassa, Bumderassa, Schingdara! Ei bloß wegen dem Schingderassa, Bumderassasa! |  | А чому? А тому! А чому? А тому! А тільки через Шингдерасса, Бундерасса, Шингдара! А тільки через Шингдерасса, Бундерасса! |
| Zweifarben Tücher, Schnauzbart und Sterne Herzen und küssen Die Mädchen so gerne.                                                               |  | Двохкольорові хустки, Вуса і зірки До серця притискають І цілують дівчата так охоче.                                      |
| Refrain |  | Приспів |
| Eine Flasche Rotwein Und ein Stückchen Braten Schenken die Mädchen Ihren Soldaten.                                                              |  | Пляшку червоного вина І шматок печені Дівчата дарують Своїм солдатам.                                                     |
| Refrain |  | Приспів |
| Wenn im Felde blitzen Bomben und Granaten, Weinen die Mädchen Um ihre Soldaten.                                                                 |  | Коли в полі спалахують Бомби та гранати, Плачуть дівчата За своїми солдатам.                                              |
| Refrain |  | Приспів |
| Kommen die Soldaten Wieder in die Heimat, Sind ihre Mädchen Alle schon verheirat'.                                                              |  | Повернуться солдати Знов на Батьківщину, А їх дівчата Вже усі одружені.                                                   |
| Refrain |  | Приспів |

## Уточнення
Найбільш відомою пісня «Wenn die Soldaten» є у виконані Марлен Дітріх. Однак цей варіант має деякі відмінності від оригінального тексту. Так, у 4-му рядку 1-го куплету випущено артикль «die», у 3-му рядку 3-го куплету замість «schenken» співається «geben», а в першому рядку 5-го куплету замість «kommen» знов звучить «wenn», а в другому — слово «wieder» змінено на «kehren».

## Виконавці
Як народна пісня з багаторічною історією пісня не раз виконувалася найрізноманітнішими виконавцями. Найбільш відоме виконання цієї пісні Марлен Дітріх. У нацистській Німеччині пісня неодноразово записувалася різними виконавцями та хорами.
У НДР існувала антивоєнна версія цієї пісні у виконанні Ернста Буша зі словами: «Коли солдати містом йдуть — смерть і нещастя вони несуть».

## Цікаві факти
- Численні виконання та записи пісні «Wenn die Soldaten» за часів Третього рейху прив'язують її в сприйнятті широкої аудиторії саме до періоду Другої світової війни, хоча насправді ця пісня виникла ще в середині XIX ст. і пов'язана з армією Німецької імперії.
- Сюжет радянської пісні «Идет солдат по городу» (слова —Михайла Таніча, музика — Володимира Шаїнського) є дуже подібним до змісту пісні «Wenn die Soldaten».